# Skelby Sogn (Guldborgsund Kommune)
Skelby Sogn 
ist eine Kirchspielsgemeinde (dän.: Sogn)
auf der Insel Falster im südlichen Dänemark.
Bis 1970 gehörte sie zur Harde Falsters Sønder Herred im damaligen Maribo Amt, danach zur Sydfalster Kommune im Storstrøms Amt, die im Zuge der  Kommunalreform zum 1. Januar 2007 in der Guldborgsund Kommune in der Region Sjælland aufgegangen ist.
Im Kirchspiel leben 248 Einwohner (Stand: 1. Januar 2023).
Im Kirchspiel liegt die Kirche „Skelby Kirke“.
Nachbargemeinden sind im Norden und Osten Væggerløse Sogn und im Süden Gedesby Sogn.